# Ann Lislegaardová

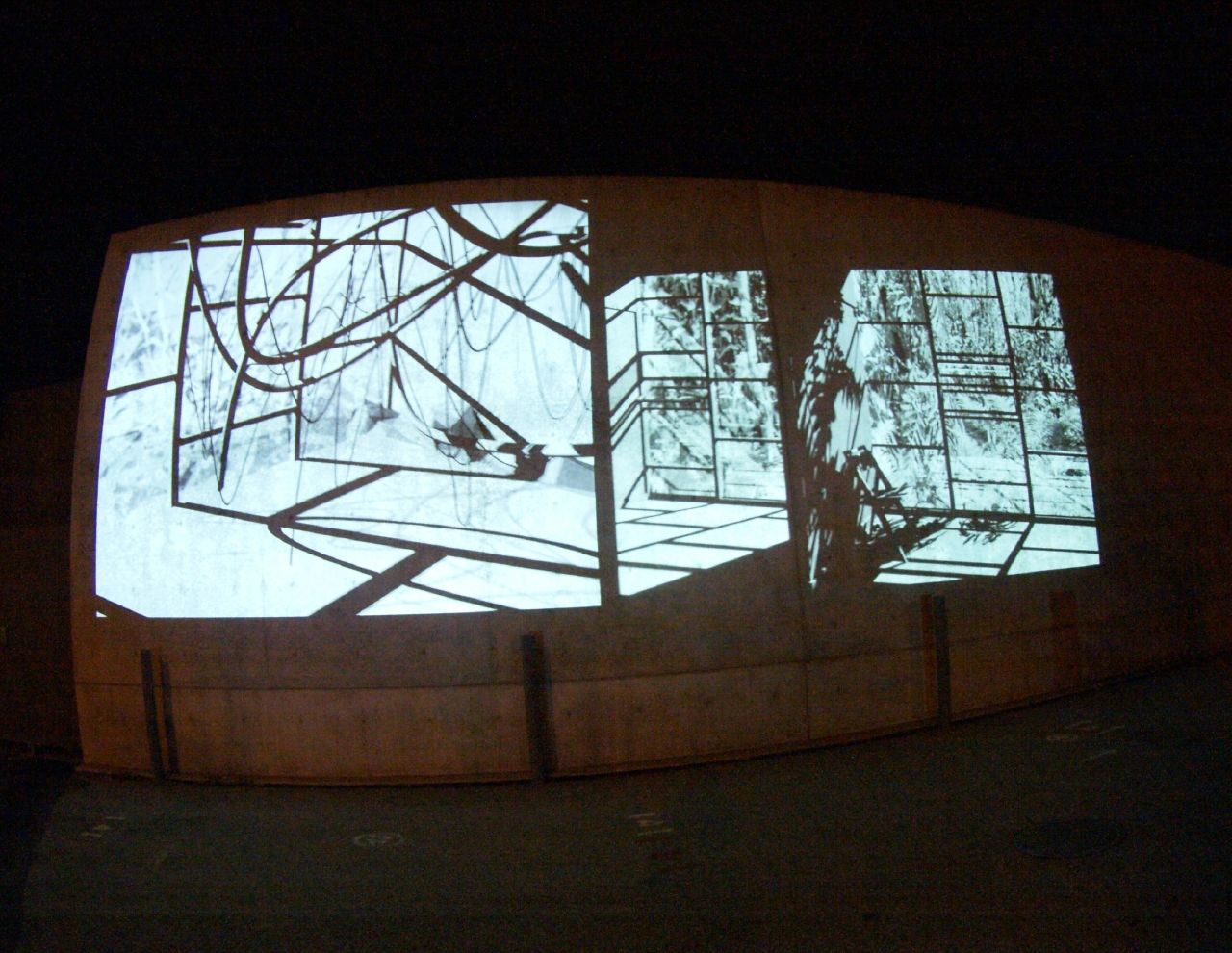
Křišťálový svět, 2006. Instalační záběr. Ann Lislegaardová

Ann Lislegaardová (nepřechýleně Ann Lislegaard; * 1962 Tønsberg) je současná umělkyně žijící a pracující v Kodani, Dánsku a New Yorku, USA. Je známá svými 3D filmovými animacemi a zvukově-světelnými instalacemi, které se často odchylují od myšlenek sci-fi. Ve sci-fi nachází alternativní přístup k jazyku, vyprávění, genderovým rolím a konceptům budoucnosti.

## Samostatné výstavy (vybrané)
2015
- Paraspace, Tel Aviv Museum of Art, Tel Aviv, Izrael

2014
- Věštci, sovy...některá zvířata nikdy nespí, Murray Guy Gallery, New York, NY, USA

2012
- Mluví jazyky, Paul Andriesse, Amsterdam, Nizozemsko

2011
- Stroj času, Murray Guy Gallery, New York, NY, USA

2010
- Tapping of the Fox Sisters, Marabouparken – Centrum současného umění, Sundbyberg/Stockholm, Švédsko

2009
- Co kdyby, MOCAD – Museum of Contemporary Art Detroit, Detroit, MI, USA
- 2062, The Henry Art Museum, Seattle, WA, USA
- Ann Lislegaard (sólo s Ultra Red, Thomas Bayrle), Raven Row, Londýn, Velká Británie

2008
- Sci-fi, Galerie Paul Andriesse, Amsterdam, Nizozemsko
- Levá ruka temnoty, Murray Guy Gallery, New York, NY, USA

2007
- Sci-fi a jiné světy, Astrup Fearnley Museum of Modern Art, Oslo, Norsko
- The Crystal World, X-rummet, Statens Museum for Kunst, Kodaň, Dánsko*
- Art–Unlimited, Ann Lislegaard, Paul Andriesse Gallerie, Basilej, Švýcarsko

2006
- Ann Lislegaard, NCA – Nichido Contemporary Art, Tokio, Japonsko
- Ann Lislegaard, Galerie Paul Andriesse, Amsterdam, Nizozemsko
- Ann Lislegaard, Esbjerg Kunstmuseum, Esbjerg, Dánsko

2005
- 51. benátské bienále, dánský pavilon (s Peterem Landem, Joachimem Koesterem, Gitte Villesen, Evou Koch), Benátky, Itálie
- Bellona, Murray Guy Gallery, New York, NY, USA
- Kunstpassagen, Astrup Fearnly Museet, Oslo, Norsko

2004
- Sonic Construction, Aldrich Museum of Contemporary Art, Rigdefield, CT, USA

2003
- Ann Lislegaard, Galleria Raucci e Santamaria, Neapol, Itálie
- Ann Lislegaard, Murray Guy Gallery, New York, NY, USA
- Art-Unlimited, Ann Lislegaard, Paul Andriesse Gallerie, Basel Art Fair, Basilej, Švýcarsko

2002
- Ann Lislegaard, Paul Andriesse Gallerie, Amsterdam, Nizozemsko
- Ann Lislegaard, Esbjerg Kunstmuseum, Esbjerg, Dánsko
- Eyes Wide Open, Det Nationale Fotomuseum, Diamanten, Kodaň, Dánsko
- Prostor mezi námi, Dundee Contemporary Arts, Dundee, Skotsko
- Prázdná, místnost se mi zdá velká, Arthouse, Dublin, Irsko

2001
- Slowly Spinning, Kunstnernes Hus, Oslo, Norsko*

2000
- Corner Piece – The Space Between Us, Galleria Raucci e Santamaria, Neapol, Itálie
- Lige med et blev alt anderledes, Dětská čítárna, Louisiana Museum of Modern Art, Dánsko
- I-You-Later-There, Galleri Tommy Lund, Kodaň, Dánsko
- Ann Lislegaard, Huis A/D Werf, Utrecht, Nizozemsko
- Ann Lislegaard, Kunstpanorama, Luzern, Švýcarsko

1999
- Dvoulůžkový pokoj, Moderna Museet Project, Stockholm, Švédsko
- Transparentní stěny, Galerie Paul Andriesse, Amsterdam, Nizozemsko

1998
- Zloději kol, Crown Gallery, Chicago, IL, USA

1997
- Rande naslepo (s Olafem Nicolaiem), Luthringer Strasse, Mnichov, Německo
- Nothing But Space, Galleri Tommy Lund, Odense, Dánsko

1995
- Ann Lislegaard, Schaper Sundberg Galleri, Stockholm, Švédsko
- Ann Lislegaard, Galleri Tommy Lund, Odense, Dánsko
- Ann Lislegaard, LXX, Aarhus, Dánsko
- Ann Lislegaard, Galleri Struds, Oslo, Norsko

1994
- Liberty Bells, Lageret, Kunstforeningen Gl. Strand, Kodaň, Dánsko

1992
- Dotek strachu, Galleri Basilisk, Kodaň, Dánsko

## Skupinové výstavy (vybrané)
2015
- PARASOPHIA, Kjótský mezinárodní festival současné kultury, Kyoto, Japonsko*
- Přeneste mě nahoru! , Kristianstads Konsthall, Kristianstad, Švédsko
- 15 favorit fra samlingen, KØS – Museum of Art in Public Spaces, Køge, Dánsko
- Slyším tvůj hlas odrážející se ve sklenici a zní to, jako by to bylo uvnitř mě, kurátorka Emily Wardill v rozhovoru s Jesi Khadivi, Carlier Gebauer, Berlín, Německo
- Voyage to the Virtuel, Scandinavia House, New York, NY, USA
- Kvartet, Esbjerg Kunstmuseum, Esbjerg, Dánsko
- Kvinder, Horsens Kunstmuseum, Horsens, Dánsko

2014
- You Imagine What You Desire, 19. bienále v Sydney, Sydney, Austrálie
- L'avenir, La Biennale de Montréal 2014, Montreal, Kanada
- Magnus, Scènes de l'imaginaire automate, Mamco, Ženeva, Švýcarsko
- Re:visited, Lotyšské centrum současného umění, Riga 2014 – Evropské hlavní město kultury, Riga, Lotyšsko

2013
- 12e Biennale de Lyon, Musée d'Art Contemporain, Lyon, Francie
- Seismologie, Palais De Tokyo, Paříž, Francie
- Approximately Infinite Universe, MCASD – Museum of Contemporary Art, San Diego, CA, USA
- Malmö Art Museum @ Malmö Konsthall, Malmö Konsthall, Malmö, Švédsko
- The Beginning Is Always Today (Projekty Bob Smith), SKMU – Sørlandets Kunstmuseum, Kristiansand, Norsko
- Et rum med udsigt (projekty Bob Smith), Rønnebæksholm, Næstved, Dánsko
- 24 Spaces A Cacophony, Malmø Konsthall, Švédsko
- Skt . Gertruds, Malmø, Švédsko
- Contemporary #2, Museet pro Samtidskunst, Roskilde, Dánsko

2012
- Narrative Arc, GUAG – Griffith University Art Gallery, Queensland College of Art, Brisbane, Austrálie
- Divadlo světa, Muzeum starého a nového umění, Berriedale, Tasmánie
- Beyond Good and Evil, Den Frie, The Copenhagen Art Festival, Kodaň, Dánsko
- Dexter, Bang, Sinister, Research Program, Charlottenborg Kunsthal, Kodaň, Dánsko
- Overgaden na The Armory Show, Armory, New York, NY, USA

2011
- Představte si, že jsem teď tady, 6. bienále Momentum, Moss, Norsko
- The Smithson Effect, Utah Museum of Fine Arts, University of Utah, UT, USA
- Muž bez vlastností | L'uomo senza qualita, Teatro Margherita, Bari, Itálie
- Assim é, se lhe parece, Museu da Imagem e do Som, Paço das Artes, São Paulo, Brazílie
- VideoSpace, kolekce Astrup Fearnley, Oslo, Norsko
- The Passenger, Gallerie Paul Andriesse, Amsterdam, Nizozemsko
- Contemporary #1, Museet pro Samtidskunst, Roskilde, Dánsko

2010
- Power Games, Ludwig Museum - Muzeum současného umění, Budapešť, Maďarsko
- Busan Biennale, Busan Museum of Art, Busan, Korea
- Wall of Sound, Te Tuhi Center for the Arts, Auckland, Nový Zéland
- Polis, Polis, Potatismos - Utställning om ett brott, Malmö Konsthall, Malmö, Švédsko
- Handlinger – Performance og lydkunst, Museet for Samtidskunst, Roskilde, Dánsko
- Pastiche 2010, VAK, Jyderup, Dánsko
- Connexions, Esbjerg Kunstmuseum, Esbjerg, Dánsko

2009
- Automatic Cities, Museum of Contemporary Art San Diego, San Diego, USA
- Euforie odešla z pokoje, Scion, Los Angeles, CA, USA
- Entr'acte, galerie Kukje, Soul, Korea
- Dream, Statens Museum for Kunst, Kodaň, DK
- Rotující pohledy – Astrup Fearnley Collection, Astrup Fearnly Museum of Modern Art, Oslo, Norsko
- Nyerhvervelser 2007-2008, Louisiana Museum of Modern Art, Dánsko
- Retreat, UNStudio, Fort Aspen, Nizozemsko
- Das Gespinst, Museum Abteiberg, Mönchengladbach, Německo
- Až do konce světa, AMP, Atény, Řecko
- Helsingborg og Malmö – 22 hlavních děl ze sbírky Malmö Art Museum, Dunkers Kulturhus, Helsingborg, Švédsko
- Při hledání neznámého, Montevideo, Amsterdam, Nizozemsko
- Cut & Paste, Susanne Ottesen Galleri, Kodaň, Dánsko

2008
- Filmové nebo pohyblivé obrázky Expanded: Artists' Film and Video Showcase 2008, Insa Art Space Soul, Korea
- Modern Ruin, Queensland Art Gallery - galerie moderního umění, Brisbane, Austrálie
- Budoucnost jako narušení, The Kitchen, New York, NY, USA
- JG Ballard. Pitva nového tisíciletí , CCCB - Centre de Cultura Contemporània de Barcelona, Španělsko
- Reality Check, Statens Museum for Kunst, Kodaň, Dánsko
- Quadriennale U-Turn pro současné umění, Carlsberg Garden, Kodaň, Dánsko
- Re-Enactments, DHC/ART (nadace pro současné umění), Montreal, Kanada
- The Light Project, Pulitzer Arts Foundation, St. Louis, MO, USA
- In the Space of Elsewhere, Stanley Picker Gallery, Kingston University, Londýn, Velká Británie
- Mapa není území, Esbjerg Kunstmuseum, Esbjerg, Dánsko
- Danskjävlar - švédská deklarace lásky, Kunsthal Charlottenborg, Kodaň, Dánsko
- Auricula, Krabbesholm Højskole, Dánsko
- AUX, Planetariet, Kodaň, Dánsko

2007
- Off Screen, Montevideo, Amsterdam, Nizozemsko
- Animated Painting, San Diego Museum of Art, San Diego, CA, USA, cestující do: 2009 Faulconer Gallery, Grinnell College, Grinnell, IA, USA; 2009 El Cubo v Centro Cultural Tijuana, Mexiko
- Mind the Gap, Fabrikken, Kodaň, Dánsko
- V-effekten, Kunsthal Nikolaj, Kodaň, Dánsko
- space.gaze.desire, Den Frie, Kodaň, Dánsko
- LARM - Od Myth Cavity k Laptopu, Moderna Museet, Stockholm, Švédsko

2006
- Como viver junto (Jak žít spolu), 27. bienál de São Paulo, São Paulo, Brazílie
- Contos Dixitais/Digital Tales, CGAC, Santiago de Compostella, Španělsko
- Realitātes arheoloģija (Archeologie reality), Andrejsala, Riga, Vilnius
- BRIGHTER DAY, James Cohan Gallery, New York, NY, USA
- Novinky: Nedávné akvizice v současném umění, Izraelské muzeum, Jeruzalém, Izrael
- El Espacio Interior, Výstavní místnost Alcalá 31, Madrid, Španělsko
- Mission: Reality, Museet pro Samtidskunst, Roskilde, Dánsko
- Místa, kde lze získat Immaterials, Galerie Paul Andriesse, Amsterdam, Nizozemsko
- Det Reale og Det Fantastiske, Den Frie, Kodaň, Dánsko
- Other Voices, Other Rooms, Contemporary Art from the Frac Collection, The Israel Museum, Jerusalem, Israel

2005
- Ecstasy: In and About Altered States, MOCA – The Museum of Contemporary Art, Los Angeles, CA, USA
- Více než toto – Negotiating Realities, Mezinárodní bienále současného umění v Göteborgu, Göteborg, Švédsko

## Ceny a ocenění
- Eckersbergova medaile, 2015[1]
- Thorvaldsenova medaile, 2024[2]

## Sbírky (vybrané)
- 2014 111 White Plateaus, KØS - Muzeum umění ve veřejných prostorách, Køge, Dánsko
- 2009 Passage, Christies Gate, Moss, Norsko

Louisiana Museum of Modern Art, Humlebæk, Dánsko, MONA, Tasmánie, Austrálie, The Solomon R. Guggenheim Museum, New York, NY, USA, Museet for Samtidskunst, Roskilde, Dánsko, Astrup Fearnley Museet for Moderne Kunst, Oslo, Norsko, Frac Languedoc-Roussillon, Montpellier, Francie, Izraelské muzeum, Jeruzalém, Izrael, Museo Nacional Centro de Arte Reina Sofía, Madrid, Španělsko, MOCAD - Muzeum současného umění San Diego, San Diego, CA, USA, Národní muzeum žen v Arts, Washington, DC, USA, Statens Museum for Kunst, Kodaň, Dánsko, Esbjerg Kunstmuseum, Esbjerg, Dánsko

## Publikace
- Spiral Book. Texty: Ann Lislegaardová, Lars Bang Larsen, David Velasco, Donna J. Haraway a Ursula K. Le Guin. Motto distribution[3]